# Who I Am (album Nick Jonas and the Administration)
Who I Am – debiutancki album studyjny zespołu Nick Jonas and the Administration, założonego przez Nicka Jonasa, członka zespołu Jonas Brothers. Album ukazał się w sklepach 2 lutego 2010.

## Lista utworów
1. "Rose Garden" (Nick Jonas) - 3:34
2. "Who I Am" (Nick Jonas) - 4:05
3. "Olive & an Arrow" (Nick Jonas) - 4:59
4. "Conspiracy Theory" (Nick Jonas) - 3:47
5. "In the End" (Nick Jonas, Greg Garbowsky, P.J. Bianco) - 4:52
6. "Last Time Around" (Nick Jonas, Garbowsky, Bianco) - 4:07
7. "Tonight" (Nick Jonas, Joe Jonas, Kevin Jonas, Garbowsky) - 4:19
8. "State of Emergency" (Nick Jonas, John Fields) - 3:34
9. "Vesper's Goodbye" (Nick Jonas, Bianco) - 3:11
10. "Stronger (Back On the Ground)" (Nick Jonas, Leeland Mooring, Jack Mooring) - 4:54